# سهیل

موقعیت ستاره سهیل در صورت فلکی شاه‌تخته

ستارهٔ سُهَـیل (به انگلیسی Canopus)، با نام باستانی پَرَک، اَگَست درخشان‌ترین ستارهٔ صورت فلکی شاه‌تخته در نیمکرهٔ جنوبی آسمان است. سهیل پس از شباهنگ دومین ستارهٔ پرنور آسمان شب است. ستاره سهیل یک ابرغول سفید است و با ۹ جرم خورشیدی و قطر ۷۰ برابری خورشید از نزدیکترین نامزدهای ابرنواختر به‌شمار می‌رود. این ستاره در فاصله ۳۰۹ سال نوری از زمین قرار دارد و درخشندگی آن حدود ۱۰۰۰۰ برابر خورشید تخمین زده شده.

## نام ستاره
سهیل نامی عربی بوده و در کاربرد به معنای «درخشان» است. نام ایرانی این ستاره پرک، است. در کشورهای اسلامی از واژهٔ سهیل، برای نام‌گذاری پسران استفاده می‌شود.

## رؤیت پذیری
سهیل معمولاً در نیمه دوم سال خورشیدی قابل رویت خواهد بود. در ۷ دیماه به اوج نیمه شبی می‌رسد و در نیمه دوم بهمن ماه مناسب رصد شامگاهی (ساعت ۲۱) است.
سهیل در مدارهای شمالی ایران قابل دیدن نیست. در شهر تهران تنها یک درجه از افق بالا می‌آید و حداکثر حدود ۳ ساعت در آسمان شب وجود دارد. در شهر جنوبی مانند بندرعباس حداکثر بعد از حدود ۶ ساعت غروب می‌کند. برای دیدن آن باید به مناطق با عرض‌های جغرافیایی پایین‌تر سفر کرد، دلیل ورود نام این ستاره به فرهنگ فارسی به شکل ضرب‌المثل همین کم پیدا بودن آن است.

### طلوع ظاهری سالانه
طلوع ظاهری سالانه ستاره سهیل در جنوب ایران در نیمه دوم شهریور صورت می‌گیرد (رویت پذیری با چشم غیرمسلح). ستاره سهیل در استان بوشهر، برای اولین بار از حدود ۲۰ شهریور به صورت یک نقطه نورانی بسیار کم سویی تقریباً در راستای جنوب، از حدود یک ساعت تا نیم ساعت قبل از طلوع خورشید، بسختی قابل رویت خواهد بود و از اواخر شهریور بتدریج با زمانی زودتر و طولانی‌تر و با روشنایی و وضوح بالاتری رویت می‌شود.

## در ادبیات فارسی
قدیمیان دربارهٔ آن می‌گفتند که ستاره‌ای است در جانب جنوب که اهل یمن نخست آن را می‌بینند و با برآمدن آن میوه‌ها می‌رسند.
خواجه عمید لوبکی گوید
طاسک مه شکسته شد بر سز پای هر مهی
غور محیط بسته شد گرد ستاره پرک
سنائی می‌گوید:
| در دیار تو نتابد آسمان هرگز سهیل |  | گر همی باید سهیلت، قصد کن سوی یمن |

و فردوسی می‌گوید:
| ز سر تا بپایش گلست و سمن |  | به سرو سهی بر سهیل یمن |

برای یونانیان باستان و نیز رومیان قدیم ستارهٔ سهیل ستاره‌ای ناشناخته بود ولی در مصر باستان، و ناواهو که این ستاره را «ما یی بی زو» می‌خوانند ستاره‌ای شناخته بود. ایرانیان و عرب‌ها در ستاره‌شناسی در دوران اسلامی از نام سهیل از بیش از ۱۴ سده پیش برای این ستاره استفاده کرده‌اند.
در ادبیات فارسی «ستاره سهیل شدن» به عنوان ضرب‌المثل استفاده می‌شود و بدین معناست که فرد کم‌پیدا است و به آسانی پیدا نمی‌شود.